# Типовий зразок мінералу
У мінералогії типовий зразок (або типовий матеріал), є еталонним зразком, за яким визначається мінерал. Подібно до методів визначення типу в біології, типовий зразок мінералу — це зразок (або в деяких випадках група зразків) мінералу, до якого офіційно прив'язана його наукова назва. Іншими словами, типовий зразок — це приклад, що слугує основою для визначальних ознак конкретного мінералу.
Мінерал — це науково визначена сукупність, яка включає певні матеріали та виключає інші, на основі докладного опублікованого опису та наявності типових зразків, які зазвичай доступні вченим для дослідження у великих музейних наукових колекціях або подібних установах.

## Історія
На відміну від біологічних наук, де система типових зразків існує вже давно, у мінералогії це не так. Через відносну новизну цієї практики іноді типовий матеріал відсутній — навіть для мінералів, відкритих у ХХ столітті. Публікація статті «Типові зразки в мінералогії» П. Дж. Ембрі та М. Г. Хея в 1970 році викликала жваве обговорення теми типових зразків, що зрештою призвело до ухвалення формальних визначень Міжнародною мінералогічною асоціацією в 1987 році.
Нині Комісія з нових мінералів, номенклатури та класифікації IMA вимагає, щоб типовий матеріал нового мінералу обов'язково зберігався у професійно керованому музейному зібранні під час затвердження нового мінерального виду.

## Типи
Наведені нижче визначення типових зразків були затверджені у 1987 році Комісією з нових мінералів і мінеральних назв та Комісією з музеїв Міжнародної мінералогічної асоціації. Ці визначення головним чином розрізняються за кількістю зразків, необхідних для визначення типу мінералу.
Голотип — це єдиний зразок, за яким може бути повністю встановлений первинний опис мінералу. Простими словами, це один-єдиний об'єкт, який може бути використаний для повного визначення типу мінералу.
Котипи — це кілька зразків, з яких отримано кількісні, хоча й не обов'язкові, дані для первинного опису мінералу. Простими словами, для визначення типу мінералу потрібний не один, а кілька зразків.
Неотип — це новий зразок, який використовується для перевизначення або повторного дослідження мінералу у випадках, коли голотип або котипи неможливо знайти або, після дослідження, вони є непридатними для вивчення. Такі типові зразки мають цінність при переоцінці мінерального виду, оскільки первинний опис мінералу може бути неповним або містити помилки. Простими словами, це випадок, коли мінерал уже мав, здавалося б, достатнє визначення, але його переглядають через появу нового зразка. Іноді це зумовлено тим, що початкові зразки було втрачено.